# Anisodactylus viridescens
Anisodactylus viridescens är en skalbaggsart som beskrevs av Leconte 1861. Anisodactylus viridescens ingår i släktet Anisodactylus och familjen jordlöpare. Inga underarter finns listade i Catalogue of Life.